# Voivodato di Łódź

Logo

Il voivodato di Łódź (in polacco Województwo Łódzkie) è uno dei 16 voivodati della Polonia. Il voivodato si trova nel centro del territorio polacco e comprende la regione intorno al capoluogo Łódź, raggruppa una parte della regione della Masovia così come parti della regione della Grande Polonia. Il voivodato è stato creato con la riforma del 1999 dalla fusione dei precedenti voivodati di Sieradz, di Piotrków e Łódź, così come da parte di quelli di Skierniewice, Płock e Częstochowa. Il suo territorio ingloba tre regioni storiche della Polonia: la Masovia (a est), la Grande Polonia (a ovest) e la Piccola Polonia (a sud-est).

## Geografia antropica

### Suddivisione amministrativa
Il voivodato è suddiviso in 21 distretti e 3 distretti urbani.

#### Distretti urbani e non

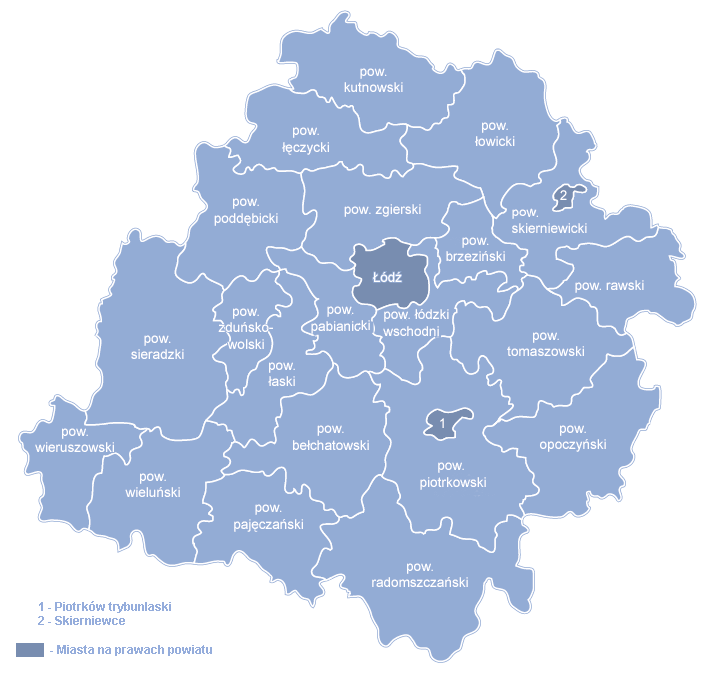
Suddivisioni del voivodato in distretti

### Voivodato di Łódź
| Distretto                        | Simbolo | Capoluogo            |
| -------------------------------- | ------- | -------------------- |
| Łódź                             |         | distretto urbano     |
| Piotrków Trybunalski             |         | distretto urbano     |
| Skierniewice                     |         | distretto urbano     |
| Distretto di Bełchatów           |         | Bełchatów            |
| Distretto di Brzeziny            |         | Brzeziny (Łódź)      |
| Distretto di Kutno               |         | Kutno                |
| Distretto di Łask                |         | Łask                 |
| Distretto di Łęczyca             |         | Łęczyca              |
| Distretto di Łowicz              |         | Łowicz               |
| Distretto di Łódź Est            |         | Łódź                 |
| Distretto di Opoczno             |         | Opoczno              |
| Distretto di Pabianice           |         | Pabianice            |
| Distretto di Pajęczno            |         | Pajęczno             |
| Distretto di Piotrków            |         | Piotrków Trybunalski |
| Distretto di Poddębice           |         | Poddębice            |
| Distretto di Radomsko            |         | Radomsko             |
| Distretto di Rawa                |         | Rawa Mazowiecka      |
| Distretto di Sieradz             |         | Sieradz              |
| Distretto di Skierniewice        |         | Skierniewice         |
| Distretto di Tomaszów Mazowiecki |         | Tomaszów Mazowiecki  |
| Distretto di Wieluń              |         | Wieluń               |
| Distretto di Wieruszów           |         | Wieruszów            |
| Distretto di Zduńska Wola        |         | Zduńska Wola         |
| Distretto di Zgierz              |         | Zgierz               |

## Città principali

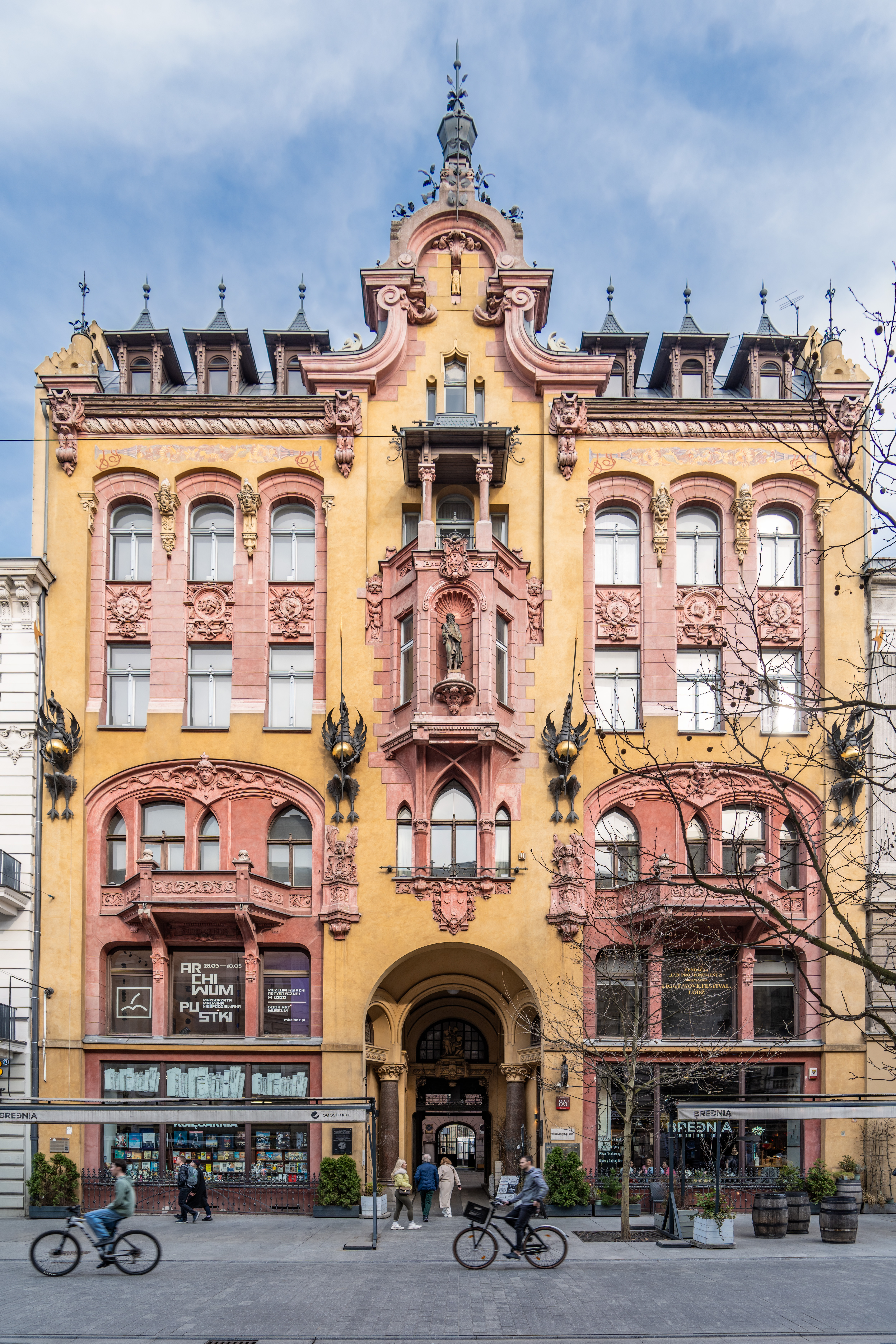
Łódź - Casa "sotto Gutenberg"

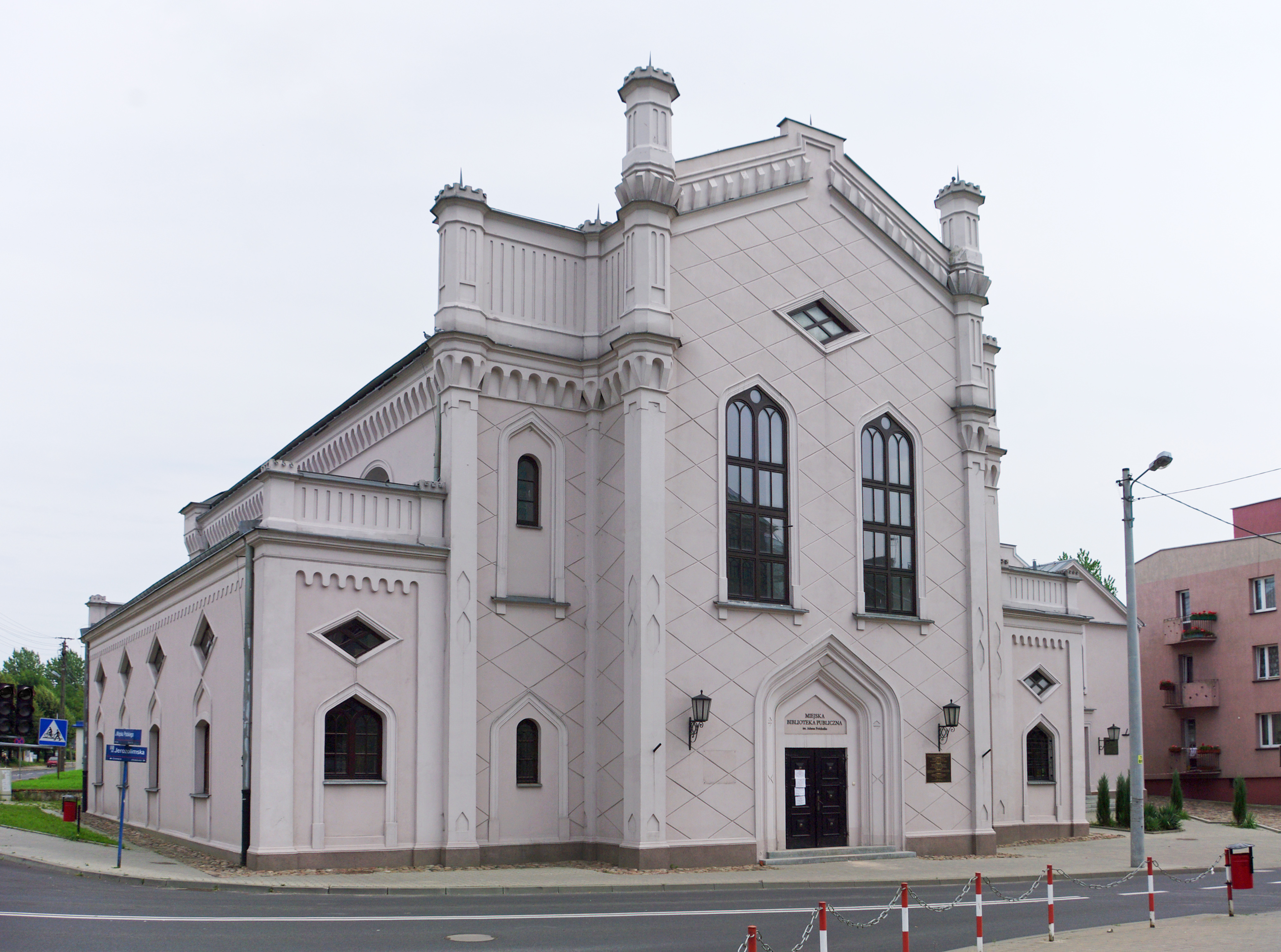
Piotrków Trybunalski - Sinagoga Grande

Elenco delle città principali del voivodato, sopra i 40 000 abitanti (statistica aggiornata al 30 giugno 2014)
| Pos. | Stemma | Città                | Popolazione (n° di abitanti) |
| ---- | ------ | -------------------- | ---------------------------- |
| 1°   |        | Łódź                 | 708 554                      |
| 2°   |        | Piotrków Trybunalski | 75 732                       |
| 3°   |        | Pabianice            | 67 462                       |
| 4°   |        | Tomaszów Mazowiecki  | 64 712                       |
| 5°   |        | Bełchatów            | 59 469                       |
| 6°   |        | Zgierz               | 57 458                       |
| 7°   |        | Skierniewice         | 48 693                       |
| 8°   |        | Radomsko             | 47 560                       |
| 9°   |        | Kutno                | 45 523                       |
| 10°  |        | Zduńska Wola         | 43 430                       |
| 11°  |        | Sieradz              | 43 195                       |

## Cultura e istruzione

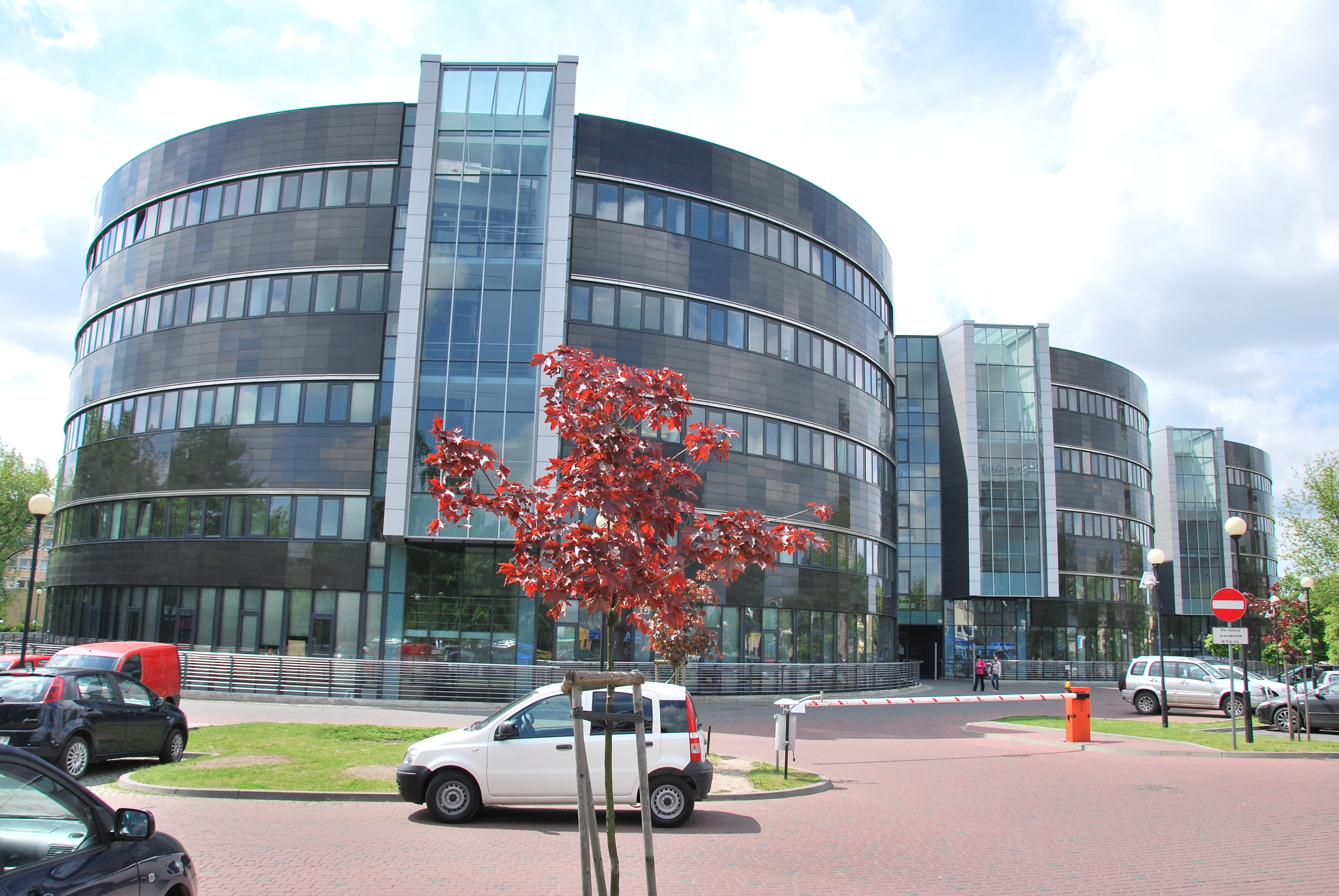
L'edificio sede del Collegium iuridicum dell'Università di Łódź

I centri culturali fondamentali del voivodato sono: l'Arthur Rubinstein Łódź Philharmonic, il Museo d'Arte di Łódź (con una delle più grandi collezioni d'arte moderna in Europa), l'Opera House, il Teatro Stefan Jaracz, il Museo di Archeologia ed Etnografia, la Biblioteca Pubblica Comunale Józef Piłsudski, la Camera di Cultura di Łódź. 
Le principali università del voivodato sono:
- Università di Łódź
- Università Tecnica di Łódź
- Scuola Nazionale di film a Łódź
- Scuola Superiore dell'Economia Nazionale a Kutno
- Accademia di Belle Arti a Łódź
- Università Jan Kochonowski a Piotrków Trybunalski

## Storia del voivodato

### 1921 – 1939

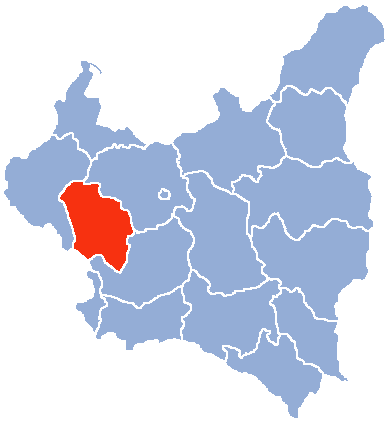
Voivodato di Łódź 1921–1939

Il voivodato di Łódź (in polacco: Województwo łódzkie) è stato un'unità di divisione amministrativa e governo locale della Polonia anche nella storia contemporanea del Paese. Nacque infatti nel 1921, con la Seconda Repubblica di Polonia. Nel 1938 cedette alcune contee al voivodato della Grande Polonia.
La capitale era Łódź.

### 1945 – 1975
Il voivodato di Łódź è stato ricreato a seguito della Seconda guerra mondiale con le stesse funzioni (amministrazione e governo locale) ed è rimasto in vigore come regione fino al 1975. La città di Łódź non faceva più parte del voivodato: era infatti essa stessa una città-voivodato.
Il voivodato di Łódź 1945–1975 è stato sostituito nel 1975 dal voivodati di Sieradz, di Piotrkow Trybunalski, di Skierniewice e parzialmente dal voivodato di Płock.
Il capoluogo era sempre Łódź.

### 1975 – 1998

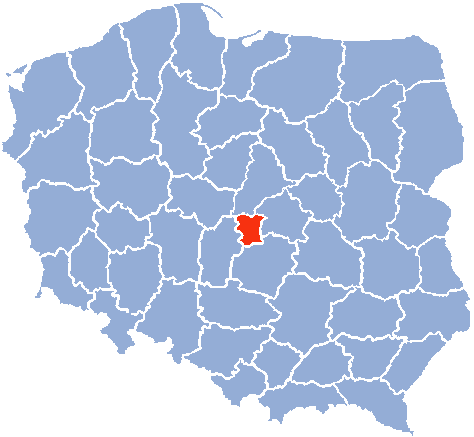
Voivodato di Łódź 1975–1998

Il voivodato di Łódź (chiamato anche voivodato Metropolitano di Łódź) fu reistituito nel 1975 e rimase in vigore come unità di divisione amministrativa fino al 1998, quando fu soppiantato dal voivodato di Łódź oggi esistente. Il Presidente della Città di Łódź fungeva anche da governatore del voivodato. Il capoluogo era Łódź.

## Infrastrutture e trasporti

### Stradali
- Strada statale 1 (Strada europea E75)
- Autostrada A1 (Strada europea E75)
- Autostrada A2 (Strada europea E30)
- Superstrada S8 (Strada europea E67)

### Aerei
- Aeroporto di Łódź Władysław Reymont

## Aree protette

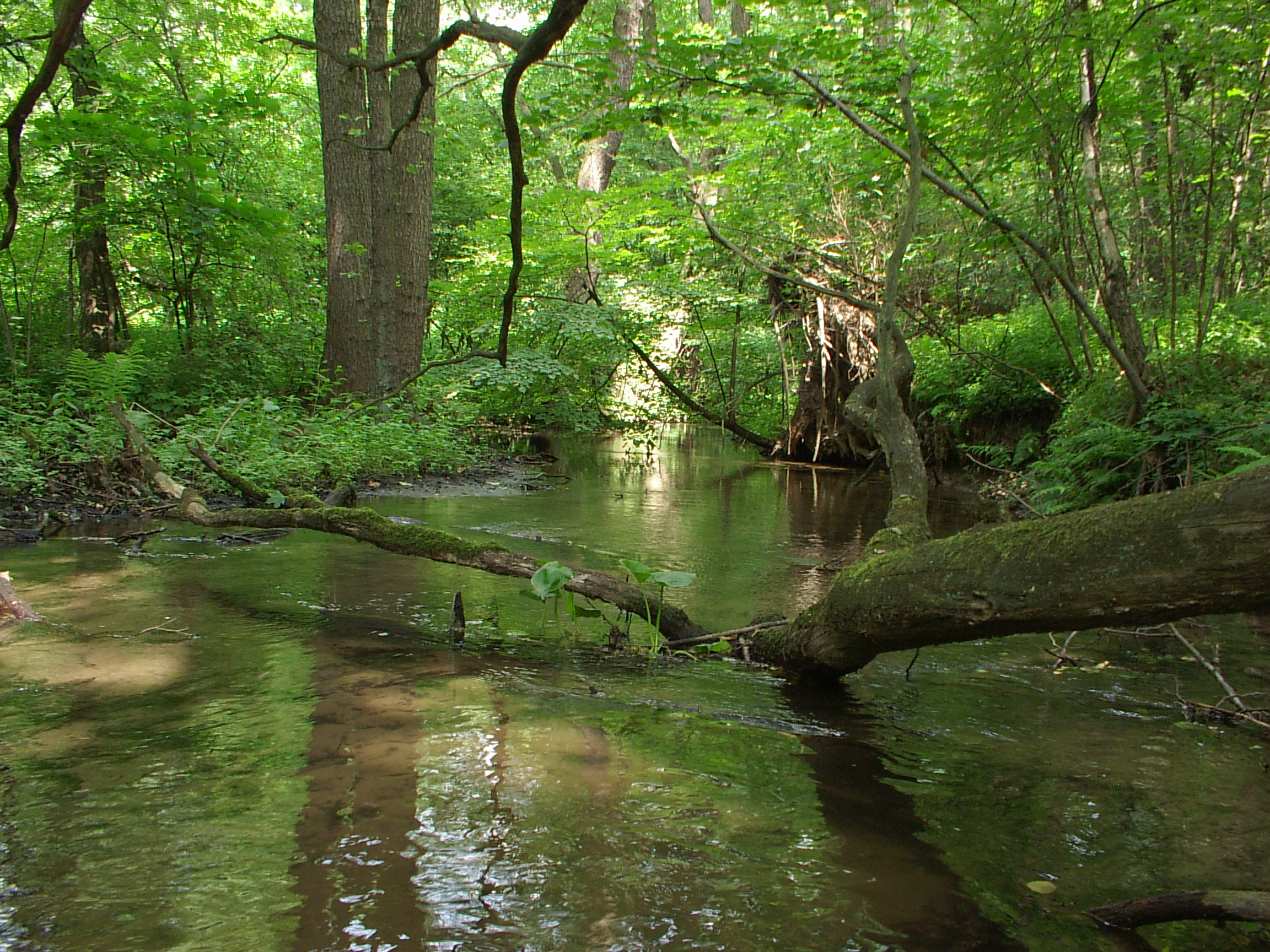
Il parco paesaggistico delle colline di Łódź

- Parco paesaggistico di Bolimów (in parte nel voivodato della Masovia)
- Parco paesaggistico delle colline di Łódź
- Parco paesaggistico di Przedbórz (in parte nel voivodato della Santacroce)
- Parco paesaggistico di Spała
- Parco paesaggistico di Sulejów
- Parco paesaggistico Warta-Widawka
- Parco paesaggistico di Załęcze (in parte nel voivodato della Slesia)